# オバタリアン
『オバタリアン』は、堀田かつひこの4コマ漫画。『まんがライフ』『まんがライフオリジナル』『本当にあった愉快な話』など（いずれも竹書房）に連載され、1988年から1998年にかけて、同社から全13巻が刊行された（2000年以降、一部再版）。
1990年4月3日にテレビ朝日で単発特別番組としてテレビアニメ化された。
また、この作品から派生して、あつかましい中年女性などのことも「オバタリアン」と呼ぶ。#派生を参照。

## 語源
語源は、1986年公開のホラー映画『バタリアン』であり、「おばさん」と「バタリアン」のかばん語である。「Battalion」は英語で「大隊」や「大群」を意味しており、オバサンの大群という意味合いもある。
庶民的で羞恥心のない中年女性を風刺したもので、特に世間に対し無神経に迷惑をかける姿を描いたものが多く、中には犯罪に等しいような悪質な行為もある。

## 登場人物
以下はアニメでの登場人物。
絹代
声 - 片岡富枝
本作の主人公。原作漫画における「大仏パーマのオバタリアン」と同じ風貌をしている。姓は漫画内でも用いられている小畑（おばた）。風貌のモデルは、「ダメおやじ」のオニババ（雨野冬子）ともいわれる。
良夫
声 - 富山敬
原作漫画における「オバタリアンの夫」と同じ風貌をしたキャラクターで、アニメでも絹代の夫である。眼鏡をかけた痩せ型の中年サラリーマンで、絹代の尻に敷かれている。
聖子
声 - 佐々木優子
絹代の娘。女学生。想い人の男子学生（声 - 山崎たくみ）がいるが、絹代のせいで男子学生に幻滅される。
ミノル
声 - 坂本千夏
絹代の息子。聖子の弟。小学生。母親の非常識な行動に頭を悩ませており、授業参観の通知をあえて見せなかったこともある。
広江
声 - 青木和代
原作漫画における「髪を後ろでお団子にしたオバタリアン」と同じ風貌をしている。アニメでは絹代の友人の主婦として登場。「団地虫ゾロゾロ」「つっかけ町内会」「カボスさん」などの他の堀田作品では彼女と似た風貌の中年女性が多く登場している。
小百合
声 - 鳳芳野
原作漫画における「三角眼鏡をかけた痩せ型のオバタリアン」と同じ風貌をしている。原作漫画では嫌味なお局OLオバタリアン等での登場が多いが、アニメでは絹代の友人の主婦として登場。
パワーズ博士
声 - 上田敏也
科学者。タイムマシンを完成させ未来の世界を見にいくものの、核戦争で崩壊した未来の世界とその環境でも生存していたオバタリアンを発見し、未来に絶望する。その後過去に救いを求めて創世期の世界に旅立つが、イブとアダムがオバタリアンとその夫とそっくりだった事実を知り過去にも絶望する。最終的にはオバタリアンを消滅させるため巨大ロボット「パワーズ1号」を作りオバタリアンを襲わせるが、バーゲン会場に向かって走るオバタリアンの群れによりパワーズ1号がスクラップにされてしまい、この世の全てに絶望してしまった。
エンマ大王
声 - 亀井三郎
地獄の閻魔大王。饅頭を喉に詰まらせ窒息死した絹代に地獄での労役を課すが、逆に絹代を中心とした労働組合によりデモを起こされてしまう。最後には絹代の傍若無人っぷりに耐えかね、現世へ蘇らせてしまった。
邦彦
声 - 堀川りょう
小畑家の隣に引っ越してきた新婚夫婦の夫。妻の道子を「ミッチー」と呼び相思相愛の仲だったが、絹代・広江・小百合の噂話を聞いたことで道子が浮気したと誤解してしまう。
道子
声 - 高田由美
邦彦の新妻。邦彦を「クニちゃん」と呼び相思相愛の仲だったが、邦彦の誤解により喧嘩してしまう。その後家出し絹代と暫く行動を共にしたことで、本人も知らぬ内に内面がオバタリアン化してしまった。
強盗
声 - 鈴木清信
絹代がパートタイムで務めた銀行に押し掛けた銀行強盗。閉店時間後にやってきたため、絹代に一喝され何もしないままに追い出されてしまった。
メガネ青年
声 - 飛田展男
絹代・広江・小百合の三人が旅行先で出会った青年。温泉の男湯に入っていた所を、混浴と勘違いして入ってきた絹代達にチカンと間違われる。その後テニス場でも偶然テニスをしていた絹代達と遭遇し、コントロールが定まらない絹代達のテニスの流れ球を延々と球拾いさせられる。
先生
声 - 冬馬由美
ミノルの通う小学校のクラス担任。絹代ら保護者のオバタリアンからは実力不足と軽く見られている。
典子の母
声 - 遠依久子
ミノルの通う小学校のクラス役員に任命された保護者。絹代達からは自分たちが役員に選ばれなかったやっかみから分不相応だと陰口を叩かれた。
めぐみの母
声 - 西宏子
ミノルのクラスメイトの母親で、絹代とも仲が良い。風貌は若い女性だが、絹代・小百合と一緒になって典子の母の陰口を言うなど性格的にはややオバタリアンに近い。
神父
声 - 広森信吾
絹代の旅行先の教会の神父。絹代の懺悔を聞き人の道を説くが、逆に絹代の言い分に言い負かされる。絹代が帰った後、自分が上手く説教できなかったことを神に懺悔していた。

## アニメ版

### スタッフ
- 企画：サンライズ[2]
- 原作：堀田かつひこ[2]
- 脚本：雪室俊一、井上敏樹、 外池省二[2]
- キャラクターデザイン・総作画監督：稲野義信[2]
- 美術：菱山徹[2]
- 撮影監督：伊藤修一[2]
- 編集：鶴渕映画[2]
- 音響監督：浦上靖夫、小林克良[2]
- 音楽：田中公平[2]
- 監督：アミノテツロー
- プロデューサー：加藤守啓（テレビ朝日）、植田益朗（サンライズ）[2]
- 連載：別冊フリテンくん、まんがくらぶ、まんがライフオリジナル、まんがライフ[2]
- 制作：テレビ朝日、サンライズ

### 主題歌
すべて歌・作詞・作曲はTHE真心ブラザーズ。
「オバタリアンのテーマ」
オープニングテーマ。
「母ちゃん」
エンディングテーマ。

### 各話リスト
| 話数 | サブタイトル                                     | 脚本     | 絵コンテ       | 演出       | 作画監督 | 美術     |
| ---- | ------------------------------------------------ | -------- | -------------- | ---------- | -------- | -------- |
| #1   | 天下御免！私のために世界はあるの                 | 雪室俊一 | 江上潔         | 江上潔     | 逢坂浩司 | 東潤一   |
| #2   | 私はオバタリアンになりたい？                     | 井上敏樹 | 渡辺信一郎     | 渡辺信一郎 | 川元利浩 | 東潤一   |
| #3   | お願い、お母さん学校にこないで                   | 雪室俊一 | 加瀬充子       | 山口美浩   | 村中博美 | 宮前光春 |
| #4   | 遠くへ行きたい 秘湯の旅は恥のかきすて            | 雪室俊一 | 北原健雄       | 渡辺信一郎 | 本橋秀之 | 宮前光春 |
| #5   | 夢みるオバタリアン、怒涛のセクシャルハラスメント | 外池省二 | アミノテツロー | 秋山浩之   | 稲野義信 | 菱山徹   |
| #6   | オバタリアンは二度死ぬ!!                         | 井上敏樹 | 加瀬充子       | 江上潔     | 稲野義信 | 勝井和子 |

## 派生
おばさんのマナーへの憂いをつづった投書にこの語が用いられていたことから、一気に認知度をあげ、傍若無人な彼女たちを痛快に揶揄する言葉として多用されるようになった。以降は主にあつかましい中年女性を指す代名詞ともなっている。
当時政治家の土井たか子はこの言葉を逆手にとって愛用し、1989年の新語・流行語大賞では流行語部門の金賞に選ばれ、土井と堀田が共同受賞している。
一方、フジテレビ系において特別番組『わてら陽気なオバタリアン』も放送されている。但しタイトル以外は本作とは直接の関係はなく、中年女性のエキストラ女優達を仕掛け人にした、一般人向けドッキリ、イタズラ番組である。
1992年には日本のレゲエ歌手、LITTLE BOOGIE MANが「オバタリアン」という楽曲を発表した（アルバム『ニポニーズ・ラガマフィン』収録）。
古谷三敏原作の漫画『ダメおやじ』のアニメ版がヤングコーポレーションからVHSビデオで発売された際、売り文句として『元祖オバタリアン』の副題が付けられている

## 漫画
9巻以前の本にはバーコード、ISBNコードはない。
- 10巻 ISBN 4-88475-725-4
- 11巻 ISBN 4-88475-820-X
- 12巻 ISBN 4-8124-5056-X
- 13巻 ISBN 4-8124-5190-6